# La venganza (telenovela de 1977)
La venganza fue una telenovela mexicana producida por Valentín Pimstein para Televisa en 1977. Protagonizada por Helena Rojo y Enrique Lizalde, con las participaciones antagónicas de Beatriz Sheridan, Javier Marc, Rogelio Guerra, Otto Sirgo y Karina Duprez. Está basada en la radionovela La indomable escrita por la cubana Inés Rodena.

## Argumento
María Olivares es una humilde jovencita que vive en compañía de su abuelo materno Don Maximiliano, en una choza al interior de la hacienda de la poderosa familia Narváez. Ella a pesar de su extrema pobreza y sus pies sucios y descalzos, es sumamente feliz. Un día, María conoce al hijo menor de los Narváez, el joven Javier, del cual se enamora perdidamente. Javier es aviador y su hermano mayor, Rafael maneja la hacienda que ambos heredaron de sus padres al morir. Javier al conocer a María le toma cariño al verla tan pobrecita y desamparada. Su hermano Rafael y su esposa Carmen están empeñados en casar a Javier con una joven millonaria, pues los Narváez están a un paso de quedar en bancarrota. Javier se niega al matrimonio que le imponen y por venganza hacia ellos se casa con María, la cual trae a vivir a su hacienda. María cree en las palabras de amor de Javier y se casa con él, sin conocer su verdadero propósito. Rafael y Carmen detestan a la muchacha por ser pobre e intentan alejarla de la vida de Javier y la de ellos. La terrible y malvada Carmen desde que la ve la odia instantáneamente. La humilla delante de toda la alta sociedad por su falta de modales y la incita a avergonzar a Javier, sin que ésta se de cuenta. Pero uno de los actos más bajos que realiza Carmen contra María es cuando la obliga a recoger una pulsera del lodo con los dientes, para luego acusarla de ladrona y sin tentarse el corazón mandar a quemar la choza donde vive Don Maximiliano, el abuelo de María. El pobre anciano muere injustamente en el incendio. Javier termina por abandonarla debido a las artimañas que inventaron su hermano y Carmen para alejarlo de ella, sin saber la situación en la que se encuentra su esposa. María, que está embarazada, profundamente dolida y destrozada por la muerte de su abuelo y el abandono de Javier decide huir hacia la capital, jurando con todas sus fuerzas que algún día logrará vengarse de todo el daño que le hicieron los Narváez.
María comienza a buscar trabajo en la capital y es un rico y viejo hombre de negocios, Don Alejandro Balmaseda quien la emplea en su casa como sirvienta. Don Alejandro está enfermo y se compadece de la situación de la muchacha y le da su protección sin saber que ella es la hija que ha buscado durante tantos años, fruto de su relación con una pobre campesina, la madre de María. Don Alejandro decide darle todo lo mejor: La educa, le compra vestidos elegantes y le enseña el manejo de las empresas, convirtiéndola en una gran dama de sociedad. Su mayordomo descubre por un cofre que ella siempre llevaba que Alejandro es el padre de María. Don Alejandro por un confuso incidente se entera de que María es su hija y luego fallece por un infarto, reconociéndola como su legítima hija. Ella llora la muerte de su padre pero ahora lo ha heredado todo, es millonaria y poderosa y pasa a llamarse de ahora en adelante Alejandra Balmaseda. 
María, ahora Alejandra se hace cargo de toda la fortuna que heredó de su padre y del hotel que posee y que se encuentra ubicado en la pintoresca isla de Santo Angelo. Alejandra comienza a sospechar que el apoderado de su padre, Dupré está haciendo malos manejos en el hotel y que le está robando dinero. Al final logra desenmascararlo y lo saca de los manejos del hotel y convierte a la amante de él, Andrea en su aliada. A la par Alejandra es pretendida por varios de los más poderosos hombres de Santo Angelo que quedan prendados por su belleza. Entre los candidatos están el Gobernador de Santo Angelo, hombre de principios que tiene una malcriada hija, Lucy que detesta a Alejandra. También se encuentra el poderoso Sultán de Omán, inquilino frecuente del Hotel, quien se obsesiona con tener a Alejandra y llevársela a su fascinante país, pero Alejandra aunque coquetea con él lo mantiene a raya. Debido a que la aerolínea de Javier alquilaba habitaciones del hotel para sus pilotos, Alejandra se reencuentra con él, quien se hospeda con su amigo piloto Eduardo y la aeromoza Sonia. En una fiesta Alejandra se encuentra con Javier. Javier en un principio se confunde con el gran parecido que tiene Alejandra con María, pero después se convence de que ambas no pueden ser la misma persona ya que a diferencia de la salvaje María, Alejandra es una mujer rica y distinguida. Alejandra revive sus sentimientos de amor por él, pero a la vez los deseos de venganza la consumen y decide castigarlo y lograr que se enamore de ella para después abandonarlo. Aparece un pretendiente más, el pintor Alfonso del Olmo, el cual tenía su cuadro maestro "El Libertador" arrumado en su atelier.
Al mismo tiempo Alejandra intenta mostrarse indiferente a la relación que inician Javier y Lucy, la malcriada hija del Gobernador de Santo Angelo. Alejandra consigue que Javier se vuelva a enamorar de ella, consiguiendo también que rompa su compromiso con Lucy por lo cual le revela que ella es en realidad María, aquella humilde y bruta campesina de la que hace mucho tiempo se burló. Rafael y Carmen se vienen a vivir a Santo Angelo debido a la inestabilidad económica que están pasando y ahora Alejandra, teniendo tanto dinero y poder comienza su ansiada venganza en contra de los Narváez. Alejandra convence a Andrea para que la ayude en sus planes. En una visita al hotel Rafael la conoce y es seducido por ella, ésta lo emborracha y lo lleva a jugar al casino del hotel donde él se envicia con el juego y el alcohol, perdiendo así todo su dinero y Andrea, siguiendo las directrices de Alejandra le hace firmar un pagaré de mucho dinero que pierde también. Al tener Rafael una deuda muy grande con el hotel es exigido por Alejandra que le pague el dinero o de lo contrario le quitará sus tierras. Al enterarse de todo lo que ha hecho su esposo Carmen va a pedir clemencia a Alejandra, ya sabiendo que es en realidad María. Ésta acepta las súplicas de Carmen pero con la condición de que venga al día siguiente ya que le entregará el pagaré personalmente en las afueras del hotel. Al otro día Alejandra manda a echar tierra en un área del hotel y le echan agua, formando lodo. Invita al gobernador, su hija y Javier para que estén presentes. Cuando llega Carmen Alejandra le dice frente a todos que le entregará el pagaré si lo recoge del lodo con los dientes. Carmen desesperada y enojada se tira al lodo, pero Alejandra toma el pagaré con su mano y le dice que ella no es tan cruel como Carmen lo fue con ella años atrás y le entrega el pagaré. Javier intenta volver con María pero ésta se niega. Entonces decide casarse con Sofía, dueña de las tierras vecinas a su hacienda. Alejandra utilizando a otra persona le propone a Rafael Narváez que le venda su hacienda, lo cual acepta para salir de la quiebra en que se encuentra. Al poco tiempo Carmen sale de compras y en el camino acelera su auto y choca con un tráiler. Carmen sale del automóvil en llamas, cae en el piso y muere en el hospital. Rafael se pierde en el alcohol. El Sultán de Omán es apuñalado por un miembro de su séquito y luego, mientras está hospitalizado es derrocado por un movimiento político en el que se encontraba involucrado su supuestamente fiel Secretario Mohammed y pierde su gobierno, no pudiendo regresar a su reino. Alfonso del Olmo presta su cuadro "El Libertador" a un amigo para una exposición y este lo vende en contra de la voluntad de Alfonso. Como el comprador iba a viajar a Miami, él decide viajar de pavo en el avión del comprador pero se cae del tren de aterrizaje y fallece. María regresa como dueña de la Hacienda de los Narváez. Al final Javier se divorcia de Sofía, pide perdón a María y se casan en la Hacienda Narváez logrando por fin ser felices.

## Elenco
- Helena Rojo - María Olivares / Alejandra Balmaseda
- Enrique Lizalde - Javier Narváez
- Beatriz Sheridan - Carmen Santibáñez de Narváez
- Xavier Marc - Rafael Narváez
- José Luis Jiménez - Don Maximiliano Olivares
- Roberto Cañedo - Don Alejandro Balmaseda
- Tony Carbajal - Dupré
- Nelly Meden - Andrea
- Raymundo Capetillo - Eduardo
- Germán Robles - Gobernador de Santo Ángelo
- Karina Duprez - Lucía "Lucy"
- Rogelio Guerra - Sultán de Omán
- Marcela Rubiales - Sonia
- René Muñoz - Mohamed
- Azucena Rodríguez - Rosa
- Juan Ferrara - Arnold
- Luz Adriana - Sofía
- Aurora Cortés - Dominga
- Patricia Dávalos - Isabel
- Jorge Fink - Padre Cayetano
- Eugenia D'Silva - Joaquina Villanueva
- Miguel Ángel Ferriz - José Luis
- Héctor Gómez - Víctor
- Laura Zapata - Violeta
- Odiseo Bichir - Caleta
- Héctor Cruz - Ramón y Nazario
- Otto Sirgo - Alfonso del Olmo
- Magda Haller - Doña Juana de del Olmo
- Graciela Bernardos - Daniela
- Estela Chacón
- Miguel Suárez - Gonzalo
- Luisa Huertas - Calixtita
- Fernando Luján - Juan
- Rebeca Silva
- Enrique Gilabert
- Mauricio Ferrari
- Lily Inclan
- Alberto Gavira
- José Alonso Cano - Jefe de Policía

## Versiones
La venganza está basada en la Radionovela La Indomable escrita por Inés Rodena. Estas son las versiones que se han hecho para la Televisión.
- La primera versión de esta telenovela fue la telenovela venezolana La indomable, realizada por RCTV en el año 1975. Dirigida por Juan Lamata y protagonizada por Marina Baura y Elio Rubens.
- Televisa realizó en México en el año 1994 una versión de esta telenovela titulada Marimar. Fue producida por Verónica Pimstein, y sus protagonistas fueron Thalía y Eduardo Capetillo.
- GMA Network realizó en Filipinas en el año 2007 una versión titulada también Marimar, producida por Wilma Galvante y protagonizada por Marian Rivera y Dingdong Dantes.
- Alma indomable,  una telenovela realizada por Venevisión en el año de 2010.  protagonizada por Scarlet Ortiz.
- En el 2013 la productora Nathalie Lartilleux llevó de nuevo este melodrama a las pantallas de Televisa con el nombre de Corazón Indomable con las actuaciones protagónicas de Ana Brenda Contreras y Daniel Arenas con las actuaciones antagónicas de Elizabeth Álvarez y René Strickler.